# Ombersley
Ombersley – wieś w Anglii, w hrabstwie Worcestershire, w dystrykcie Wychavon. Leży 9 km na północ od miasta Worcester i 168 km na północny zachód od Londynu.